# Schulerloch (Bad Grönenbach)
Schulerloch ist ein Gemeindeteil des Kneippheilbades Bad Grönenbach im Landkreis Unterallgäu in Bayern.

## Geografie

### Topographie
Das Dorf liegt circa einen Kilometer nordöstlich von Bad Grönenbach auf einer Höhe von 673 m ü. NHN. Schulerloch grenzt im Uhrzeigersinn, im Norden beginnend, an den Weiler Raupolz, an Kreuzbühl und den Markt Bad Grönenbach.

### Geologie
Der Bereich von Schulerloch, östlich der Durchgangsstraße, befindet sich auf Schotter der Niederterrasse aus der Würmeiszeit des Pleistozäns. Der Untergrund besteht aus Kies und Sand. Westlich der Straße erhebt sich eine Hochterrasse der Rißeiszeit.

## Geschichte
Im 17. Jahrhundert muss das Schulerloch noch bewaldet gewesen sein, denn es wird berichtet, dass im Jahre 1625 „im Wäldchen, genannt Schulerloch“ durch den Prädikanten Adolf Langhans das calvinische Exerzitium ausgeführt wurde. Dieser Prädikant  wurde im März 1626, ebenfalls im Schulerloch, gewaltsam arrestiert und auf die Burg Liebenthann gebracht. Ziel der Inhaftierung war, das calvinische Exerzitium zu unterbinden.

## Politik

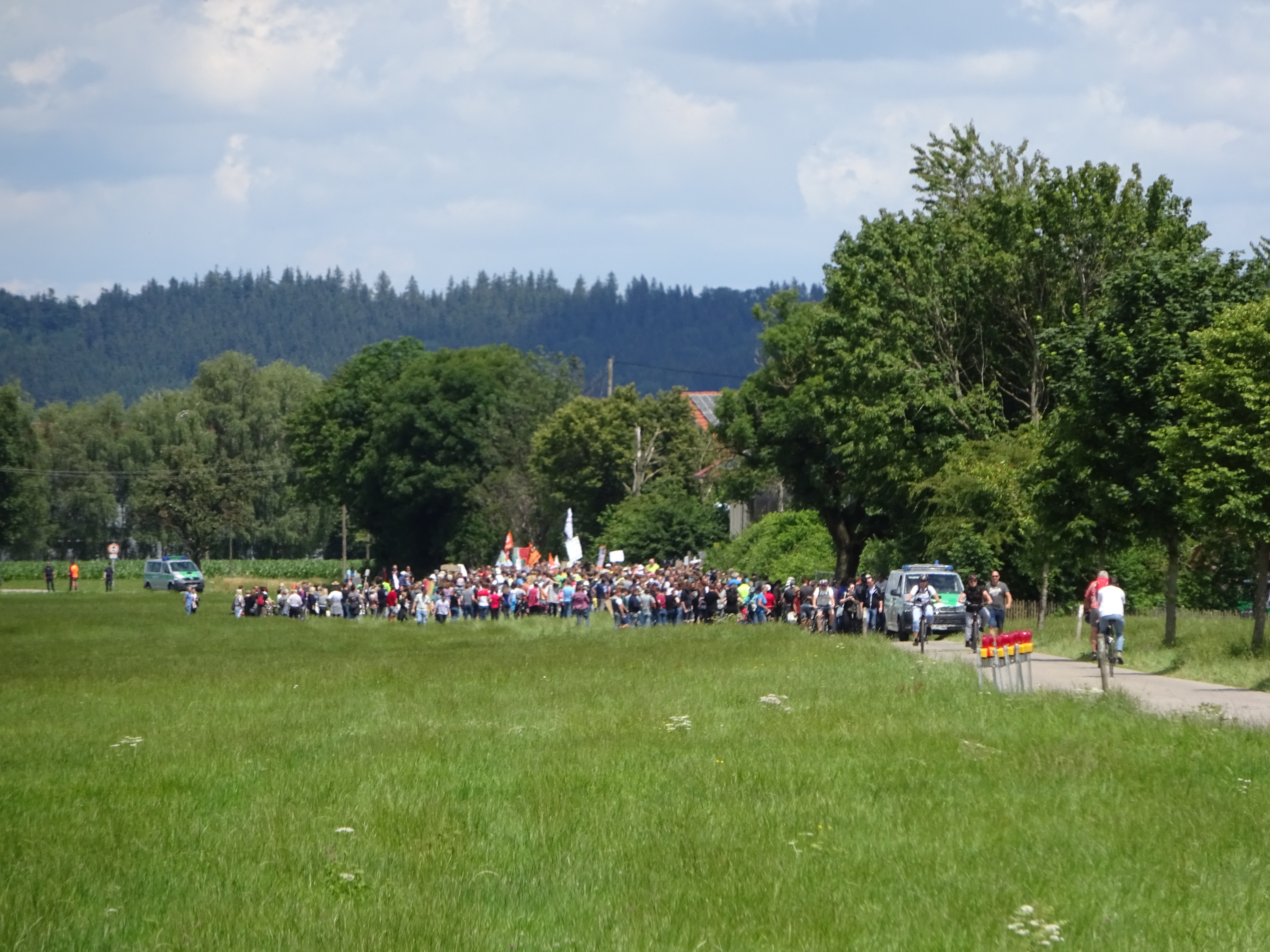
Demonstration am 14. Juli 2019 im Schulerloch

Am 14. Juli 2019 fand in Bad Grönenbach mit Ziel Schulerloch eine Demonstration der Partei V-Partei³ unter dem Motto „Milchqualbetrieb schließen!“ statt. Die friedliche Veranstaltung hatte rund 800 Teilnehmer. Hintergrund für die Demonstration war ein von der Soko Tierschutz am 8. Juli 2019 veröffentlichtes Video, welches Verstöße gegen den Tierschutz in einem Großbetrieb mit rund 1.800 Kühen zeigt.